# Aasmund Olavsson Vinje
Aasmund Olavsson Vinje est un écrivain satirique, poète lyrique et journaliste norvégien né à Vinje dans le Telemark en 1818 et mort à Gran dans le Oppland en 1870. Avec le linguiste Ivar Aasen, il est pionnier du landsmål. Par ailleurs partisan de l'innovation linguistique, il est reconnu pour sa quête d'une langue simple. Il est l'auteur de Dølen.

## Un journaliste et romancier créateur de langue
Il serait erroné de considérer Vinje en adepte du romantisme ou en fervent traditionaliste. Ce virtuose du journalisme, aujourd'hui apprécié comme le premier poète néo-norvégien, est un homme de lettres original. Et d'abord par la formation : berger pendant son enfance au sein d'une pauvre famille du comté de Telemark, il parvient à lire les œuvres de Ludwig Holberg et entre à 17 ans au collège de Widseid. Il en sort maître d'école ambulant et assoiffé de sciences de façon inextinguible. Pour continuer à étudier, il devient séminariste puis professeur à Mandal.
Son physique ingrat et sa vive intelligence sont très tôt entrés dans la légende. Le visage animé est d'une laideur parfois repoussante alors que les mots d'esprit et l'humour sarcastique peuvent être protecteurs ou dévastateurs. Il rêve de quitter la somnolence provinciale et de tenter la vie d'écrivain et d'homme politique, aussi débarque-t-il en 1848 à Christiania pour devenir bachelier. Il côtoie les cercles intellectuels, où il se lie d'amitié avec le chantre de la littérature norvégienne Bjørnstjerne Bjørnson. À l'instar des écrivains spirituels et des scientifiques les plus rigoureux, il devient familier de la famille Sars, en particulier de la maîtresse de maison, Maren, sœur de l'écrivain Welhaven, épouse de Michael Sars et mère d'une nombreuse progéniture, dont le futur historien Ernst et Georg, tient un salon à la mode. Ce grand disputeur devant l’Éternel, doté d'une divine ironie acérée, partage les combats littéraires du moment. Il rencontre Henrik Ibsen, B. Botten-Hansen et collabore à des revues. La vie politique est amère et difficile, le monde bourgeois souvent hautain n'est pas aussi accueillant que les cercles plus familiers d'hommes de théâtre, de lettres et de sciences. Le poète simple et sympathique sait devenir un journaliste apprécié pour gagner sa vie.
Le linguiste Ivar Aasen qui suit le chemin de recherche tracé par Henrik Wergeland lui donne un formidable exemple. Revenir à son dialecte est aussi un voyage intellectuel passionnant. Il en dégage en cinq années de recherche méthodique une langue.
La maturité est venue. Au lieu d'obéir à des commandes d'articles, il impose et publie avec acharnement à partir de 1858 l'hebdomadaire Dølen ou Le paysan des vallées. Il en est bien souvent le seul rédacteur, mais le journal redouté pour son ironie et ses satires fait recette, l'artisan du landmål a des partisans fanatiques qui suivent les directives de sa revue. La langue nouvelle annonce une refonte de la littérature, fondée sur une veine poétique et un don d'émotion et de rêve. Ferdamini est un premier long poème lyrique publié en 1860. Ces poèmes publiés ensuite en recueil dès 1863 vibrent d'un sentiment national profond et mieux, s'illuminent d'humour.
Mais son engagement linguistique suscite plus souvent la réserve, voire l'hostilité des grands écrivains qui craignent de perdre la langue dano-norvégienne qu'ils ont patiemment forgée de bric et de broc à partir de composantes éparses, véritablement néotestamentaires si la prime œuvre de Wergeland possède le statut biblique. Le grand pionnier de la langue paysanne est devenu un ennemi perturbateur du bon ordre de la société, il rentre dans un tourbillon de controverses et choit même pour la bonne société bourgeoise, prompte à dénoncer ce scandale, en vil hors-la-loi moral et en renégat des convenances. Les anciens amis l'ignorent ou le vilipendent. Bjørnstjerne Bjørnson condamne le satyre. Et comment oublier la satire cruelle de Vinje, précurseur et défenseur du néo-norvégien, personnifié par le fou Huhu dans le Peer Gynt d'Henrik Ibsen ?
Si Vinje isolé dans sa montagne n'a pu voir la reconnaissance officielle de la langue qu'il avait accompagné à son berceau, il a eu de nombreux héritiers qui imposèrent leurs statures et portèrent avec brio sa voix dans le champ littéraire, ainsi Arne Garborg.

## Œuvres
Revue Le paysan de la montagne ou le paysan de la vallée ou Paysan des vallées, traduction de Dølen, rédigée par A. O. Vinje de 1858 à 1870.
- Ferdamini, poème lyrique, 1860.
- Poèmes, 1864.
- Grand garçon, Storegut et Staab, 1866.
- Grains mêlés, Blankhorn, 1867.

Voyage d'étude : A Norseman's view of Britain and the British
Publication des œuvres complètes, en six volumes, de 1881 à 1890.